# Parafia Imienia Najświętszej Maryi Panny w Grudzy
Parafia Imienia Najświętszej Maryi Panny w Grudzy – parafia rzymskokatolicka w dekanacie Gryfów Śląski w diecezji legnickiej.  Jej proboszczem jest ks. mgr Robert Kocjan. Erygowana w 1401.
Do parafii należą wierni z miejscowości: Janice, Grudza, Kłopotnica, Kwieciszowice, Nowa Kamienica i Proszowa.
Do parafii należą też 4 świątynie – kościół parafialny pw. Imienia Najświętszej Maryi Panny w Grudzy oraz kościoły filialne: Kościół Ścięcia św. Jana Chrzciciela w Nowej Kamienicy, Kościół Narodzenia św. Jana Chrzciciela w Proszowej i dom modlitwy w Janicach.